# Contea di Jinyun
La contea di Jinyun (缙云县S) è una contea della Cina, situata nella provincia dello Zhejiang.